# David Nelson (músico)
David Nelson (Seattle, 12 de junho de 1943) é um músico, cantor e compositor americano, mais conhecido como co-fundador e membro de longa data dos New Riders of the Purple Sage.

## Carreira
Nelson iniciou sua carreira musical tocando música tradicional e bluegrass, principalmente como membro do The Wildwood Boys com Jerry Garcia. Logo depois que seu amigo e ex-companheiro de banda começou a tocar rock com The Warlocks (posteriormente renomeado para Grateful Dead), Nelson se juntou à New Delhi River Band. Embora não tivessem a perspicácia administrativa e o caráter cultural da Grateful Dead e optassem por permanecer em East Palo Alto, Califórnia, ao contrário do grupo anterior, que logo se mudou para o distrito de Haight-Ashbury, em São Francisco, a New Delhi River Band era considerada a banda do The Barn (um dos poucos locais de concertos viáveis da região fora de São Francisco) em Scotts Valley, Califórnia, no final de 1966. O grupo continuou a desfrutar de um culto de seguidores nos condados de Santa Clara e Santa Cruz durante o verão do amor até sua dissolução no início de 1968.
Enquanto tocava com vários grupos efêmeros de bluegrass (como o High Country, que lhe permitiu renovar sua amizade com Garcia) no início de 1969, Nelson foi recrutado pela seção de ritmo restante de Peter Albin e Dave Getz para atuar como guitarrista principal dos reconstituídos. Big Brother and the Holding Company. Antes que o grupo começasse a testar possíveis substitutos para Janis Joplin, Garcia e o veterano da cena tradicional de Palo Alto, John "Marmaduke" Dawson, convidaram Nelson para atuar como guitarrista principal de seu novo empreendimento psicodélico de rock country, o New Riders of the Purple Sage. Depois de tocar com o New Riders de 1969 a 1982, Nelson deixou a banda para buscar outras oportunidades musicais; isso incluiu uma passagem na Broadway como membro da Jerry Garcia Acoustic Band e algum tempo em turnê com Al Rapone e o Zydeco Express.
Em meados dos anos 90, Nelson formou seu próprio grupo, a David Nelson Band (também conhecido como DNB), cujos membros originais incluíam Bill Laymon (New Riders, Jefferson Starship, Harmony Grits, Gypsy Cowboy Band) no baixo, Barry Sless (Cowboy Jazz, Phil Lesh and Friends, Kingfish) na guitarra e pedal steel, Michael "Mookie" Siegel (Kingfish, Phil Lesh and Friends, Kettle Joe's Psychedelic Swamp Revue) nos teclados e acordeão, e Arthur Steinhorn (Cowboy Jazz) na bateria. Mais tarde, a bateria foi compartilhada por Charlie Crane, Greg Anton (Zero) e Jimmy Sanchez (Flying Other Brothers). Atualmente trabalhando sob o nome de David Nelson Band, a programação agora inclui Pete Sears (original Jefferson Starship, Hot Tuna, Rod Stewart) nos baixos e teclados, e John Molo (Phil Lesh & Friends, Bruce Hornsby e Range, John Fogerty) em bateria.
Junto com Buddy Cage e o guitarrista Michael Falzarano, Nelson refundou o New Riders of the Purple Sage em 2005.
Além da NRPS, Nelson ainda se apresenta com a David Nelson Band e com a The Papermill Creek Rounders, um grupo de bluegrass que ele co-fundou com seu amigo de longa data, Lowell "Banana" Levenger (ex-The Youngbloods).
Durante o verão de 2006, Nelson foi convidado a contribuir com um álbum de músicas da Grateful Dead, produzido em Nashville por Jesse McReynolds. Enquanto esteve em Nashville para as sessões de gravação, Nelson apareceu no Grand Ole Opry e tocou "Ripple", a primeira música da Grateful Dead a ser tocada no Opry.
Além de seu trabalho em suas próprias bandas, Nelson se apresentou como artista convidado em gravações de muitos outros artistas, incluindo três álbuns da Grateful Dead: Aoxomoxoa, Workingman's Dead e American Beauty. Em 2019, após a morte de Robert Hunter, Nelson lançou uma colaboração inédita com o letrista.